# Pavonia paucidentata
Pavonia paucidentata är en malvaväxtart som beskrevs av Paul Arnold Fryxell. Pavonia paucidentata ingår i släktet påfågelsmalvor, och familjen malvaväxter. Inga underarter finns listade i Catalogue of Life.